# Palazzo Ducale (Reggio nell’Emilia)

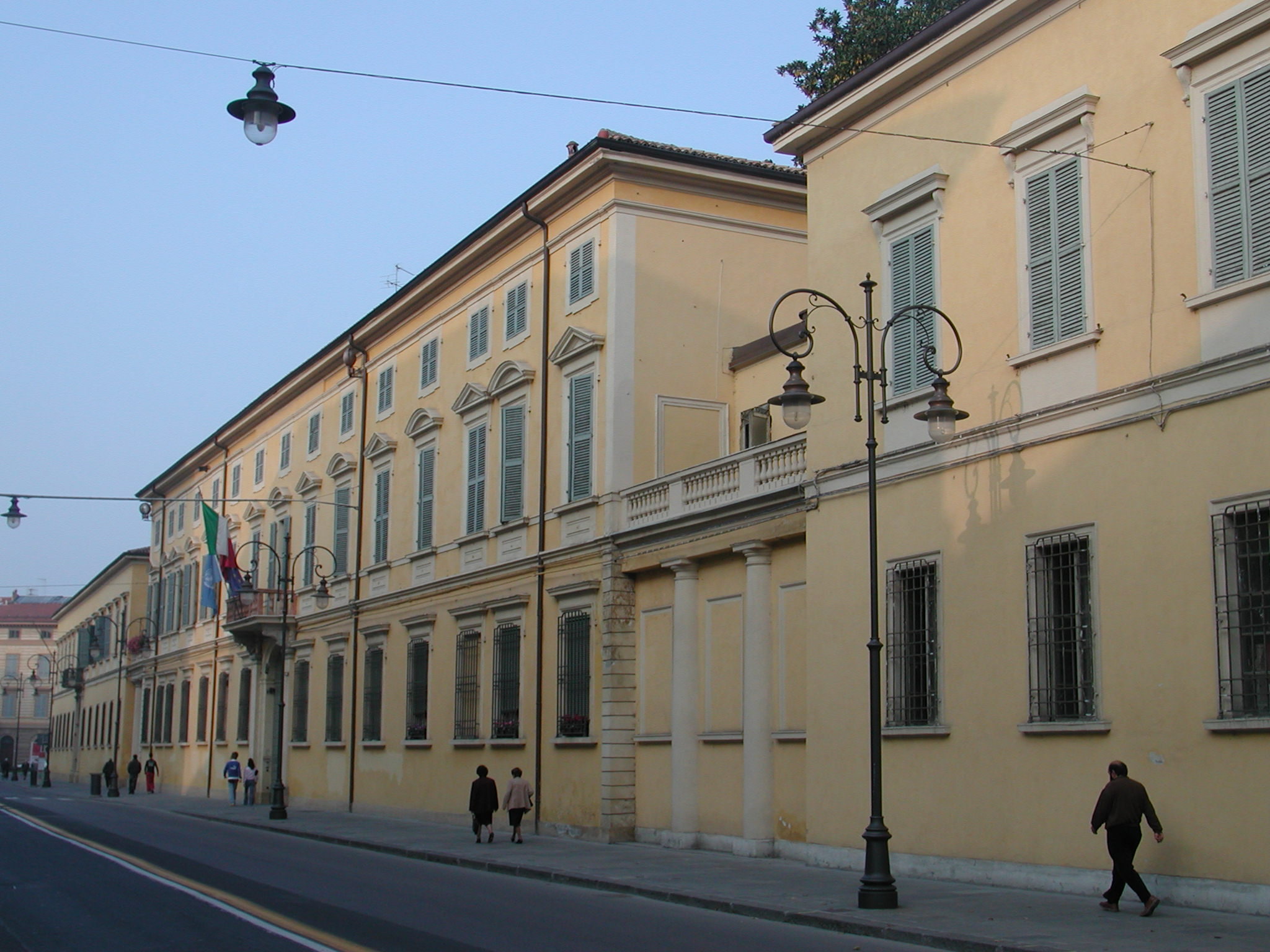
Palazzo Ducale in Reggio nell’Emilia

Der Palazzo Ducale (dt.: Herzoglicher Palast) ist ein Palast aus dem 18. Jahrhundert in Reggio nell’Emilia in der italienischen Region Emilia-Romagna. Er liegt am Corso Giuseppe Garibaldi 57–59, gegenüber dem Tempio della Beata Vergine della Ghiara und beherbergt die Büros der Provinzverwaltung und der Präfektur (Diese werden Palazzo Salvador Allende, bzw. Palazzo del Governo genannt).

## Geschichte und Beschreibung
Der Palast wurde Ende des 18. Jahrhunderts als Sitz des Gouverneurs von Reggio nell’Emilia an der Stelle errichtet, an der früher ein Kloster stand. 1814 schenkte ihn die Stadt dem Herzog Franz IV. von Österreich-Este. Von 1838 bis 1845 wurde er unter der Leitung des Architekten Pietro Marchelli im klassizistischen Stil umgebaut und erhielt so sein heutiges Aussehen.

## Quelle
- W. Baricchi (Herausgeber): Il Palazzo Ducale. Sede della Amministrazione Provinciale di Reggio Emilia. Mit Essays von U. Nobili, G. Badini, M. Storchi, F. Manenti Valli, E. Manfredini. Reggio Emilia 1989.